# Haroldo I da Dinamarca
Haroldo I da Dinamarca, também designado por Haroldo, o Dente-Azul ou Haroldo Dente-Azul (Dinamarquês: Harald Blåtand, Nórdico antigo: Harald blátönn, Norueguês: Harald Blåtann; c. 935 — 1 de novembro de 985 ou 986) era filho do rei Gormo, o Velho, senhor da Jutlândia, e de Thyra Dannebod. Faleceu combatendo uma rebelião liderada por seu filho Sueno (Svend Tveskæg), após reinar como rei da Dinamarca a partir de 958 e como rei da Noruega durante dez anos.

A sua biografia encontra-se resumida numa inscrição de uma das pedras de Jelling:
Haroldo, rei, ordenou que estes monumentos fossem erigidos em memória de seu pai, Gormo, e de Thyra, sua mãe. O Haroldo que conquistou toda a Dinamarca e Noruega e que fez dos dinamarqueses cristãos.

## Conversão da Dinamarca ao cristianismo
Apesar dos antecessores de Haroldo já terem adoptado o cristianismo, instigados pelos reis carolíngios em 826, o paganismo continuou a predominar na Dinamarca e nos outros territórios nórdicos durante séculos. Sua mãe pode ter-lhe oferecido as primeiras sementes de cristianismo, quando criança, algo que seu pai teria combatido, como fervoroso servo de Odin. Quando Haroldo se converteu em 965, adaptou os túmulos de Jelling, iniciados por seu pai, à forma de monumentos cristãos, em honra de seus pais. Os monumentos de Jelling são descritos como uma declaração de Haroldo da sua conversão à nova religião. Pensava-se que, com estes monumentos, ele tentava conduzir uma transição suave entre o paganismo e o cristianismo, tanto para ele, como para os seus súditos.
Entretanto, a religião cristã tinha vindo a ganhar raízes entre alguns dinamarqueses. Até alguns membros da nobreza tinham abraçado a fé cristã.
Os missionários cristãos, no entanto, só conseguiram um avanço substancial em 935. Nessa altura, o arcebispo de Hamburgo-Brema recebeu autorização de Haroldo para pregar na Dinamarca, apesar de este ainda não ser rei. A partir de 948, foram estabelecidas sés episcopais em Ribe, Hedeby e Aarhus. Ao converter-se em 965, Haroldo tornou-se par dos demais monarcas europeus não-escandinavos.
A bispado de Odense foi fundado em 980, na ilha da Fiónia. O terreno de sacrifícios em Lethra, na Zelândia, onde ocorriam sacrifícios humanos, de vez enquanto, foi abandonado. O rei Haroldo mudou a residência real para Roskilde e aí erigiu uma igreja de madeira, em honra da Santa Trindade. Esta foi substituída no século XI por uma basílica, que acabou por ser demolida. Desde cerca do ano 1200, o local tem sido ocupado pela catedral gótica de São Lúcio, o local onde se encontram sepultados os reis da Dinamarca. Durante o reinado de Haroldo, foram construídos muitos outros locais de culto, por toda a Dinamarca, onde sacerdotes dinamarqueses e alemães pregavam o Evangelho.

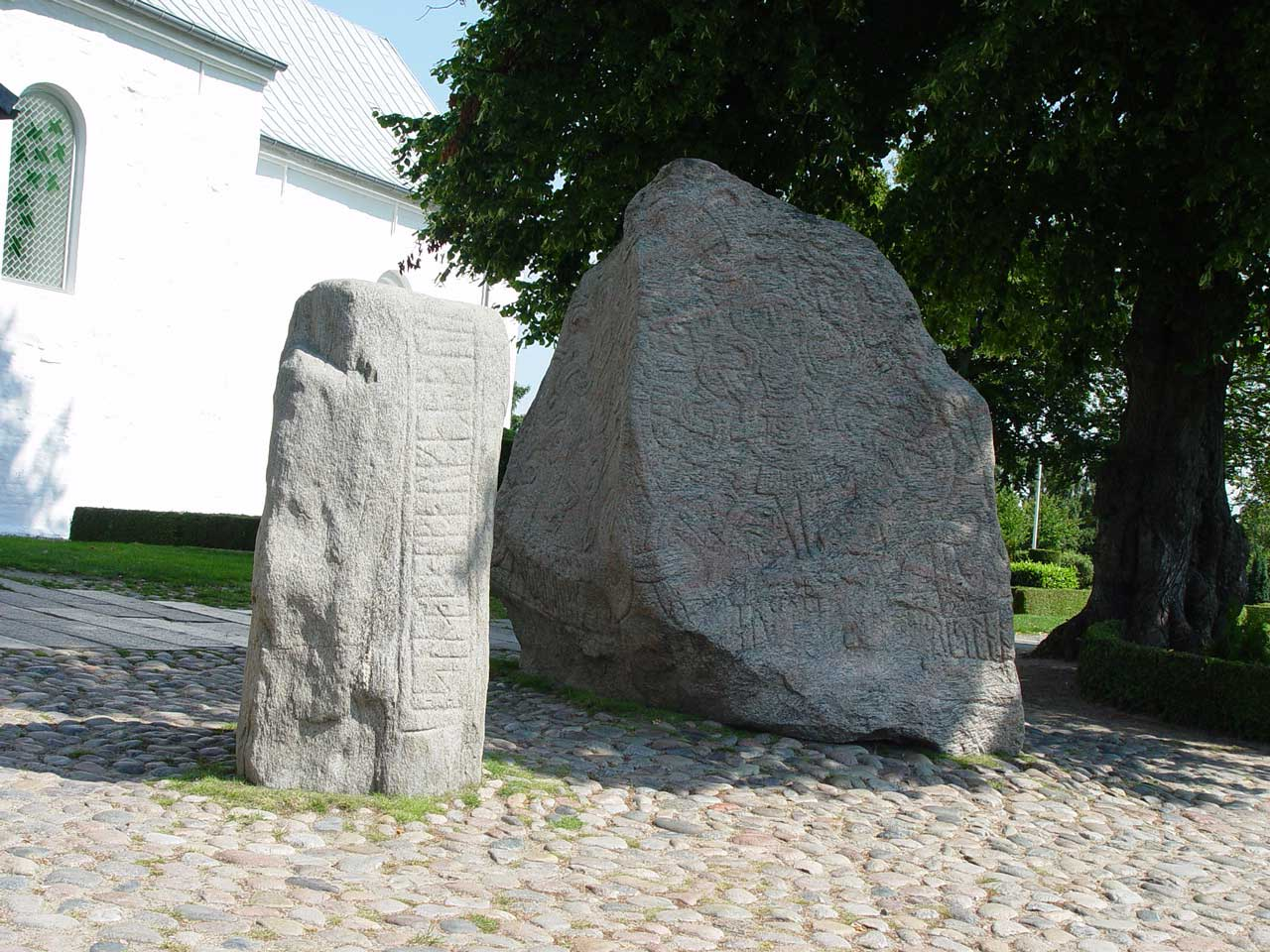
Pedras rúnicas de Gormo e Haroldo

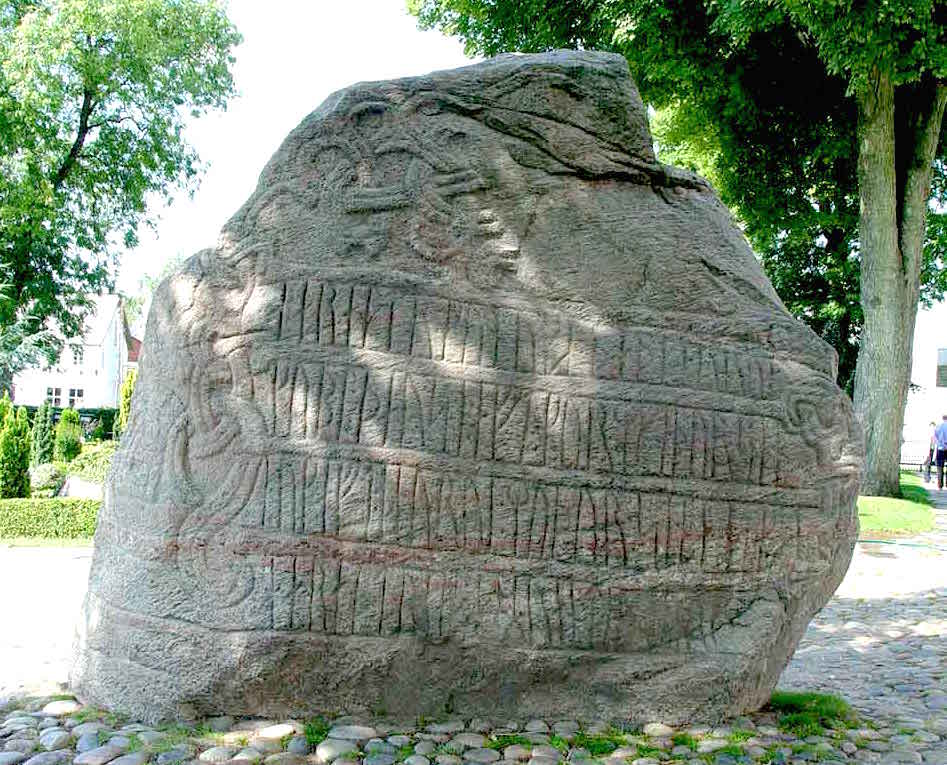
Pedra rúnica de Haroldo (lado escrito)

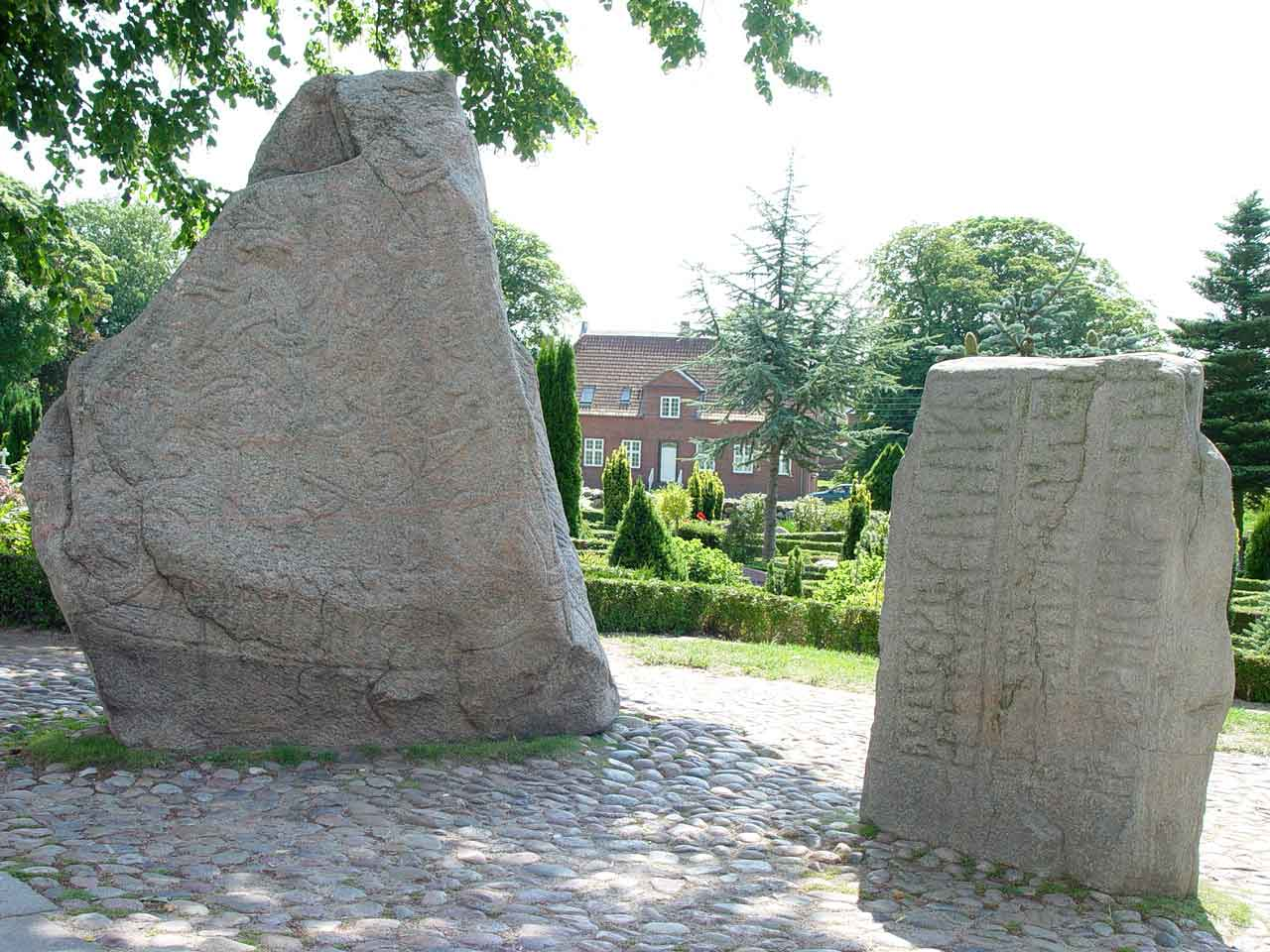
Pedras rúnicas de Gormo e Haroldo (costas)

Haroldo professava, sem dúvida, o cristianismo e contribuiu para a sua expansão. Mas a sua moral e a sua conduta violavam de várias formas os mandamentos bíblicos. Esta atitude perante o cristianismo podia ser observada por todo o mundo nórdico. O Deus cristão tornou-se uma parte da vida dos nórdicos, a par dos deuses que já existiam. Um bom exemplo são as pedras de Jelling, que misturam motivos pagãos e cristãos. Em consequência, muitas pessoas viram as conspirações de Sueno para derrubar o pai como um castigo dos céus. Sueno juntou-se a um chefe tribal da Fiónia, que defendia o paganismo. Em 1 de Novembro de 985 ou 986, Haroldo foi morto por estes, em combate. Terá fugido ferido para a ilha de Wolin e lá terá morrido.
Os seus restos mortais encontram-se na catedral de Roskilde.

## Reinado
Durante o seu reinado, Haroldo acarinhou outros projectos, para além das pedras de Jelling, projectos esses destinados a assegurar o controlo económico e militar do seu país. Mandou construir fortes circulares, em 5 localizações estratégicas. Todos os 5 fortes partilhavam características semelhantes: "perfeitamente circulares, com portões abrindo-se para os quatro cantos da terra, com um terreiro dividido em quatro áreas preenchidas com casas dispostas em quadrado".
Construiu também a mais antiga ponte conhecida do sul da Escandinávia, a ponte de Ravninge, com 5 metros de largura e 760 metros de comprimento.
Com a existência de uma paz interna duradoura, voltou os seus pensamentos para o exterior. Ajudou diversas vezes o rei Ricardo Sem Medo, da Normandia, em 943 e 963. Após o assassínio de Haroldo II da Noruega, trouxe a si o domínio daquele país.
Porém, as sagas retratam-no de uma forma negativa, descrevendo como foi obrigado a submeter-se ao príncipe sueco Estirbiorno, o Forte por duas vezes. Na primeira vez, deu-lhe sua filha Tyra em casamento. Na segunda vez, teve que se oferecer como refém e fornecer barcos para a sua frota. Estirbiorno tentou conquistar a Suécia ao levar a frota para Velha Upsália, mas Haroldo não manteve a sua palavra e ordenou que os dinamarqueses se retirassem.
Os colonos alemães da Dinamarca foram expulsos em 983 por tropas leais a Haroldo. Pouco tempo mais tarde, Haroldo acabaria por ser morto pelas tropas rebeldes de seu filho Sueno.

## Família
Haroldo Dente-Azul casou-se duas vezes. Casou-se em primeiras núpcias com Gyrid Olafsdottir, por volta de 950. Deste casamento, nasceram:
- Tyra Haraldsdatter, que se casou com Estirbiorno, o Forte
- Sueno Barba-Bifurcada, nascido em 960 (algumas sagas sugerem que era, na realidade, um filho ilegítimo)
- Hakon Haraldsson, nascido em 961
- Gunhilda Haraldsdatter

Casou-se em segundas núpcias com Thora Mistivisdattir em 970.

## Origem do cognome
Blåtand significa literalmente "dente azul", em Dinamarquês. Porém, certos estudiosos afirmam que é provável que o cognome tenha tido origem em duas palavras dinamarquesas um pouco distintas. Blå terá significado "homem de tez escura", enquanto tan terá significado "homem notável". Assim explicado, o cognome original poderia ter significado "homem notável de tez escura". Com o tempo, o significado original teria sido substituído pelo significado fonético moderno, "dente azul".
Todavia, a crença popular indica que o monarca possuía realmente uma cor azulada nos seus dentes, que terá dado origem ao seu cognome.

## Tecnologia Bluetooth

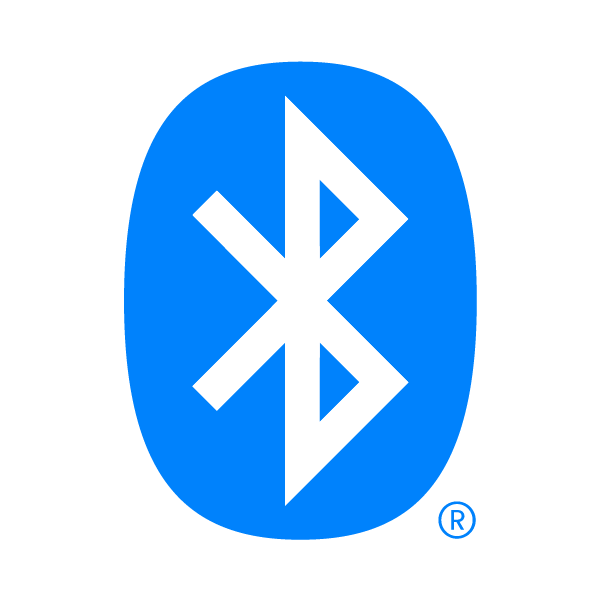
Logotipo do Bluetooth

O projeto de especificação sem fio Bluetooth foi nomeado em homenagem ao rei em 1997, baseado na analogia que a tecnologia uniria dispositivos da mesma forma que Haroldo uniu as tribos da Dinamarca em um único reino. O logotipo do Bluetooth consiste nas runas Futhark recente interligadas de suas iniciais, H (ᚼ) e B (ᛒ).